# 峰源乡
峰源乡，是中华人民共和国浙江省丽水市莲都区下辖的一个乡镇级行政单位。

## 行政区划
峰源乡下辖以下地区：
庞山村、西坑村、新村、夏庄村、横坑村、木寮村、葑垟村、赛坑村、小岭根村、库坑村、上垟村、横山后村、郑地村、尤源村、正岙村、高源村、毛山村、新砀村、孙畲村和郑张山村。